# Obwód ROAK „Mewa”
Obwód ROAK „Mewa” – najsilniejszy ośrodek Ruchu Oporu Armii Krajowej, istniejący na terenie północno-zachodniej części dawnego województwa warszawskiego w latach 1945–1947.

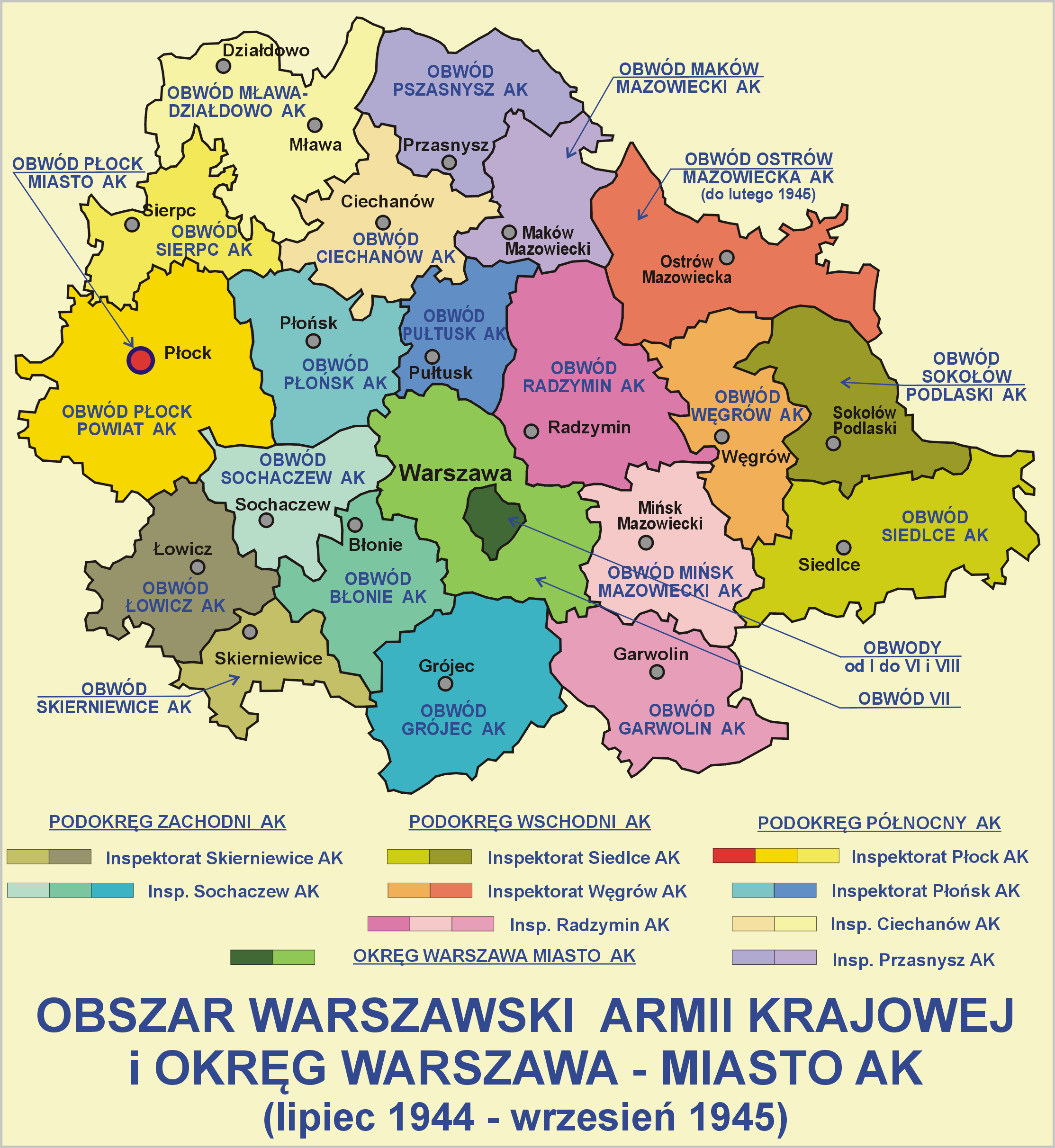
Obszar Warszawski AK, na jego północnych terenach powstały najsilniejsze ośrodki ROAK

## Geneza
Samoorganizacja środowisk związanych z Armią Krajową była wymuszona komunistycznym terrorem 1945 roku, uniemożliwiającym przetrwanie uczestnikom działań niepodległościowych z czasu okupacji. Na bazie istniejących struktur Obszaru Warszawskiego AK wyłoniły się dwie najsilniejsze jednostki ROAK: Batalion ROAK „Znicz” i Obwód „Mewa”.
Obwód „Mewa” powstał w połowie 1945 roku z inicjatywy byłego dowódcy plutonu specjalnego AK z Obwodu Radzymin AK, st. sierż. Józefa Walentego Marcinkowskiego „Wyboja”.

## Teren działania i struktura
Obwód „Mewa” funkcjonował na terenie północno-wschodnich powiatów dawnego województwa warszawskiego: sierpeckiego, płońskiego, płockiego i mławskiego oraz powiatów częściowo należących do województwa bydgoskiego: lipnowskiego i rypińskiego.
Poza Marcinkowskim w skład sztabu obwodu wchodzili: Bronisław Urbański „Ślepy” (zastępca komendanta i szef wywiadu), Idzi Chryściak „Wąchała”, Marceli Gajewski
„Mściciel” (kwatermistrz), Mieczysław Chojnacki „Młodzik”, Leon Ziółkowski „Lis”. 
Według niepełnych danych jednostki bojowe Obwodu „Mewa” liczyły około 150 żołnierzy (wzmocnionych trudną do określenia, dużą liczbą osób wspierających strukturę w rozproszonej siatce terenowej). Strukturę terenową Obwodu „Mewa” tworzyły cztery rejony, do których były przydzielone patrole bojowe:
- Rejon I obejmował miasto Sierpc. Dowodził nim Mieczysław Chojnacki „Młodzik”. Żołnierze tego rejonu stanowili także osobistą ochronę komendanta Marcinkowskiego
- Rejon II obejmował powiat sierpecki oraz niektóre gminy powiatów: mławskiego, lipnowskiego i rypińskiego. Dowodził nim Józef Sarnacki „Lis”, a po jego śmierci w sierpniu 1946 roku – por. Franciszek Majewski „Słony” (był jednocześnie dowódcą oddziału leśnego)
- Rejon III obejmował część gmin powiatów: mławskiego, sierpeckiego, płońskiego i płockiego. Dowodził nim Leon Ziółkowski „Lis”
- Rejon IV obejmował powiaty: płocki i częściowo płoński. Nie mianowano dowódcy, na jego terenie działania zbrojne wykonywały patrole bojowe, wchodzące w skład rejonów II i III.

Poza patrolami bojowymi operującycymi w rejonach Marcinkowski „Wybój” i Urbański „Ślepy” zorganizowali rozbudowaną sieć wywiadu, w znacznej mierze
obsadzoną przez żołnierzy obwodu oddelegowanych do UB i MO. Członkowie tej struktury m.in. sporządzili prawie kompletne spisy funkcjonariuszy UB z Sierpca, Płońska, Raciąża i Żuromina oraz najaktywniejszych działaczy PPR z tego terenu.
Najprawdopodobniej w wyniku podjętych w lipcu 1946 roku uzgodnień między Marcinkowskim a dowódcą Batalionu „Znicz” Pawłem Nowakowskim, batalion ten przekazał do Obwodu „Mewa” część powiatów mławskiego i sierpeckiego, a także patrole bojowe „Znicza”, których żołnierzami byli mieszkańcy owych terenów, które pokrywały się z obszarem działania Obwodu „Mewa”. W skład struktur bojowych obwodu weszły wówczas patrole: ppor. Zygmunta Rychcika „Orła”, Albina Kocięckiego „Groźnego” i Edmunda Fijałkowskiego „Kruka”.

## Operacje

### Działalność informacyjno-propagandowa
Obwód „Mewa” prowadził działalność propagandową, m.in. kolportowano ulotki propagandowe wzywające do głosowania według wskazówek PSL oraz nawołujące do bojkotu wyborów lub głosowania na kandydatów PSL:
- w czerwcu 1946 roku, w przededniu referendum ludowego, i
- w lutym 1947 roku, podczas wyborów do Sejmu Ustawodawczego[1].

### Działalność zbrojna w zakresie samoobrony

#### Akcje ekspropriacyjne
Żołnierze obwodu przeprowadzili kilkanaście akcji ekspropriacyjnych, w tym m.in. na cukrownię w Glinojecku i urzędy gminne w Nowym Mieście Lubawskim, Uniecku, Lubowidzu i Rościszewie. 

#### Akcje likwidacyjne
Oddziały obowdu zlikwidowały 29 członków PPR, funkcjonariuszy UB i MO oraz konfidentów UB.

#### Akcje rozbrojeniowe
Podczas blisko dwuletniej działalności patrole partyzanckie Obwodu „Mewa” przeprowadziły 84 akcje bojowe. Rozbroiły 16 posterunków MO i UB, m.in. w Gralewie, Raciążu, Strzegowie, Koziebrodach, Zawidzu, Uniecku, Sławęcinie i Baboszewie (niektóre kilkakrotnie).

## Represje
W czerwcu i lipcu 1946 roku UB aresztował kilku członków organizacji, w tym członków sztabu obwodu i najbliższych współpracowników „Wyboja”: Idziego Chryściaka „Wąchalę”, Marcelego Gajewskiego „Mściciela”, Zygmunta Ciarkę „Sowę” i łączniczkę Leokadię Domeradzką „Hankę”. Osadzono ich w areszcie PUBP w Sierpcu, później w więzieniu w Płońsku. Wkrótce potem ukrywający się od momentu aresztowań Józef Marcinkowski zarządził koncentrację wszystkich oddziałów zbrojnych z okolic Płońska. Podjęto decyzję o odbiciu zatrzymanych, a w akcji miały wziąć udział oddziały ROAK z Pomorskiego Batalionu „Znicz” oraz z powiatów: przasnyskiego i pułtuskiego. Planowana akcja nie doszła jednak do skutku z powodu aresztowania w przededniu akcji Bronisława Urbańskiego „Ślepego”. Marcinkowski, obawiając się wówczas, iż poddany przesłuchaniom w katowniach UB Urbański ujawni szczegóły planowanej akcji, zrezygnował z jej przeprowadzenia.
W walkach z grupami operacyjnymi KBW i UB poległo w sumie 9 żołnierzy obwodu, aresztowanych zostało 32, z czego 8 skazano na karę śmierci i zamordowano, 3 zmarło w areszcie, a pozostali otrzymali długoletnie wyroki więzienia.

## Rozwiązanie
Zimą lat 1946/1947 nastąpiło załamanie działalności bojowej obwodu, który ponosił coraz większe straty, m.in. w Wigilię 1946 roku w
walce z grupą operacyjną KBW i UB poległ Albin Kocięcki „Groźny”. Niemal codziennie przeprowadzane obławy w terenie, terror stosowany przez komunistów wobec ludności cywilnej oraz zmęczenie żołnierzy spowodowały, że Józef Marcinkowski skorzystał z ogłoszonej w lutym 1947 roku amnestii. Wydał rozkaz o ujawnieniu się i zaprzestaniu walki. Sam ujawnił się w Warszawie 25 kwietnia 1947 roku. Ujawniło się jednak tylko 37 całkowicie zdekonspirowanych żołnierzy Obwodu „Mewa”. 
Spora grupa żołnierzy podjęła decyzję o kontynuacji walki zbrojnej o niepodległość w ramach innych struktur. Rozkazu o ujawnieniu nie wykonał żaden z żołnierzy z oddziału partyzanckiego por. Franciszka Majewskiego „Słonego”, który podczas odprawy organizacyjnej stwierdził: komunistom nie wierzę i rozkazu nie wykonam, kto myśli podobnie jak ja niech zostanie, reszta zostawić broń i iść do domu. Franciszek Majewski zginął w walce 26 września 1948 roku.
Nie ujawnili się również uczestnicy dowodzonej przez Henryka Gosika „Heńka” sieci wywiadu Obwodu „Mewa”. 
Część tych, którzy ujawnili się, została wkrótce przez represje władzy komunistycznej zmuszona do powrotu do oddziałów partyzanckich. W lipcu 1947 roku do oddziału partyzanckiego dołączył z powrotem zagrożony aresztowaniem Józef Marcinkowski „Wybój” i kilku żołnierzy. Wielu innych, pod fałszywymi nazwiskami, uciekło na Ziemie Odzyskane.

## Niektórzy skazani żołnierze Obwodu „Mewa”
Poniższa tabela zawiera dane żołnierzy Obwodu „Mewa”, którzy zostali skazani, również w związku z działaniami w późniejszych organizacjach/oddziałach.
| imię i nazwisko      | pseudonim                      | funkcja w Obwodzie „Mewa”                                             | data aresztowania                     | wyrok                                         | data i miejsce wykonania wyroku | data zwolnienia                             | źródło       |
| -------------------- | ------------------------------ | --------------------------------------------------------------------- | ------------------------------------- | --------------------------------------------- | ------------------------------- | ------------------------------------------- | ------------ |
| Józef Marcinkowski   | Łysy                           | komendant obwodu                                                      | 7 listopada 1950                      | kara śmierci                                  | 2 kwietnia 1952                 |                                             | [ 4 ]        |
| Bronisław Urbański   | Ślepy, Andrzej                 | zastępca komendanta obwodu                                            | 22 sierpnia 1946                      | kara śmierci                                  | 19 lutego 1947, Płońsk          |                                             | [ 5 ] [ 3 ]  |
| Marceli Gajewski     | Mściwy                         | członek sztabu obwodu                                                 | 20 lipca 1946                         | kara śmierci                                  | 19 lutego 1947, Płońsk          |                                             | [ 5 ]        |
| Apolinary Rybicki    | Leszek                         | zastępca dowódcy oddziału „Lisa”                                      | 3 stycznia 1947, zbiegł, 30 maja 1947 | kara śmierci                                  | 6 sierpnia 1947, Warszawa       |                                             | [ 6 ] [ 7 ]  |
| Mieczysław Chojnacki | Młodzik                        | dowódca plutonu specjalnego, w wyłącznej dyspozycji komendanta obwodu | 17 marca 1950                         | kara śmierci, zamieniona na 15 lat więzienia  |                                 |                                             | [ 5 ]        |
| Zygmunt Ciarka       | Sowa                           | żołnierz                                                              |                                       | kara śmierci                                  | 19 lutego 1947                  |                                             | [ 3 ]        |
| Stanisław Derkus     | Stach Śmiałek, Śmiały, Szaszko | żołnierz w oddziale Zygmunta Rychcika                                 | 10 maja 1949                          | kara śmierci                                  | 20 września 1951, Warszawa      |                                             | [ 8 ]        |
| Marceli Gajewski     | Mściciel                       | żołnierz                                                              |                                       | kara śmierci                                  | 19 lutego 1947                  |                                             | [ 3 ]        |
| Henryk Gosik         | Heniek, Miłość, Doktorek       | żołnierz w oddziale Jana Szloma „Żbika”                               |                                       | kara śmierci                                  | 20 września 1951, Warszawa      |                                             | [ 3 ]        |
| Henryk Gutowski      |                                | żołnierz                                                              | 9 listopada 1950                      | kara śmierci zamieniona na dożywocie          |                                 |                                             | [ 9 ]        |
| Stanisław Konczyński | Stary                          | żołnierz, później NZW                                                 |                                       | kara śmierci                                  | 29 marca 1950                   |                                             | [ 3 ]        |
| Józef Łuziński       | Gruby                          | żołnierz w oddziale Franciszka Majewskiego „Słonego”                  | 17 lipca 1947                         | kara śmierci                                  | 23 października 1947, Bydgoszcz |                                             | [ 6 ] [ 3 ]  |
| Jan Oryl             |                                | żołnierz                                                              | 20 lipca 1947                         | 3 lata                                        |                                 | zmarł w więzieniu 11 listopada 1949, Rawicz | [ 10 ]       |
| Stanisław Oryl       |                                | żołnierz oddziału Tadeusza Kosobudzkiego „Czarnego”                   | 15 lipca 1947                         | kara śmierci zamieniona na 15 lat więzienia   |                                 |                                             | [ 10 ] [ 3 ] |
| Karol Rakoczy        | Bystry                         | żołnierz, później w 11 GO NSZ                                         | 11 lutego 1949                        | kara śmierci                                  | 29 marca 1950, Warszawa         |                                             | [ 11 ]       |
| Antoni Stróżkowski   |                                | żołnierz                                                              |                                       | 8 lat                                         |                                 |                                             | [ 3 ]        |
| Wiktor Stryjewski    | Cacko, Wyrwicz, Zbyszko        | żołnierz, później w 11 GO NSZ                                         | 9 lutego 1949                         | kara śmierci                                  | 18 stycznia 1951                |                                             | [ 12 ]       |
| Ignacy Zalewski      |                                | żołnierz                                                              |                                       | 2 lata                                        |                                 |                                             | [ 3 ]        |
| Mirosław Zbyszyński  |                                | żołnierz                                                              |                                       | 10 lat                                        |                                 |                                             | [ 3 ]        |
| Janusz Dzierżanowski |                                | łącznik                                                               |                                       | 7 lat                                         |                                 |                                             | [ 3 ]        |
| Władysław Adamski    |                                | siatka terenowa wspierająca obwód                                     | 26 grudnia 1946                       | 10 lat, zmniejszone do 5 lat na mocy amnestii |                                 |                                             | [ 2 ]        |